# Pentina
Pentina is een geslacht van vlinders van de familie venstervlekjes (Thyrididae).

## Soorten
- P. flammans (Hampson, 1906)
- P. grandaeva Whalley, 1976
- P. lucida (Warren, 1908)
- P. miracula Whalley, 1976
- P. ornata Whalley, 1976
- P. petulina Whalley, 1976
- P. xanthopera (Hampson, 1897)